# 李岱陽
李岱陽（1616年2月28日—17世紀），字喬嶽，號貳公，河南開封府封丘縣人，清朝政治人物。

## 生平
李岱陽自小聰明，讀書學習八股文不跟隨塾師訓詁，為文獨樹一格，從父贈中憲公覺得驚奇，而他在家孝友，與族人也相處融洽。順治二年（1645年）乙酉科河南鄉試舉人，三年（1646年）聯捷丙戌科進士。工部觀政，授汾陽縣知縣，汾陽是山西大邑，繁劇難以治理，他到任後細心詢察，罷去地方弊政，提出裨益人民的政策並實行，不足一年吏畏民安，有「慈母神君」之譽，山西巡撫特別寫下奏章推薦他，他卻因為剛直忤逆御史被罷官，人們都覺得可惜。

## 家族
曾祖李罙；祖父李日敬，岳州府通判；父李盛唐。

## 引用
1. 1 2  康熙《封丘縣續志·卷五·藝文》：〈汾陽令李公小傳〉教諭李會生 李公諱岱陽，字喬嶽，號貳公，日敬之孫，乙酉舉人，丙戌進士，山西汾陽縣知縣，公天姿穎異，少治舉子業，不屑塾師訓詁，每為文吐棄一切，人多咋舌不敢視，從父贈中憲公獨奇之，居家篤孝友，族黨之間融融如也。既成進士，除汾陽令，汾陽晉大邑，繁劇難理，公下車後殫心詢察，凡足為地方累及可以禆益其民者悉罷行之，甫期年吏畏民安，一時有慈母神君之譽，晉撫廉公治行特章薦舉，擢最有日矣，以剛方忤直指意竟罷去，論者於公咸有猷為未盡之惜云。
2. 1 2  《順治三年丙戌科進士三代履歷》：李岱陽，曾祖罙；祖日敬，岳州通判；父盛唐。貳公，書三房，丙辰正月十二日生，封丘人，乙酉七十六名，會試二百六十九名，三甲十八名，工部觀政，授山西汾陽知縣。